# Wicked Games
Wicked Games é o single de estreia do cantor e compositor canadense The Weeknd. Sua gravação ocorreu no Site Sound Studios e foi mixada no Liberty Studios, ambos em Toronto. Don McKinney e Illangelo co-escreveram a canção e trabalham em todos os intrumentos. Originalmente gravada para a mixtape House of Balloons, a canção foi remasterizada e lançada como single de estreia do álbum Trilogy (2012). Seu lançamento ocorreu em 22 de outubro de 2012, através da XO e Republic. Após o lançamento, a canção recebeu inúmeras avaliações positivas.
Em 9 de maio de 2013, Wicked Games foi certificada com platina dupla pela Recording Industry Association of America (RIAA), devido ao feito de 1.000.000 cópias vendidas nos Estados Unidos. A canção fez parte da trilha sonora do filme Nocaute (2015), cuja produção da trilha sonora do filme foi feita por Eminem.

## Videoclipe
O videoclipe de "Wicked Games" foi lançado em 18 de outubro de 2012, na conta Vevo do artista. Desde seu lançamento, já obteve mais de 270 milhões de visualizações no YouTube.

## Lista de faixas
| N.º | Título         | Compositor(es)                             | Produtor(es)           | Duração |  |
| 1.  | "Twenty Eight" | Abel Tesfaye Doc McKinney Carlo Montagnese | Doc McKinney Illangelo | 4:18    |  |

## Créditos
Os créditos foram adaptados do encarte do álbum Trilogy.
- The Weeknd – compositor, vocais
- Doc McKinney – compositor, instrumentos, produção
- Carlo "Illangelo" Montagnese – composição, instrumentos, mixagem, produtor

## Posições
| Tabela musical (2012–13)                      | Melhor posição |
| --------------------------------------------- | -------------- |
| Bélgica (Ultratip Bubbling Under de Flandres) | 83             |
| Bélgica (Ultratop Urban de Flandres)          | 46             |
| Canadá (Canadian Hot 100)                     | 43             |
| Irlanda (IRMA)                                | 69             |
| Reino Unido (OCC)                             | 152            |
| Reino Unido (OCC UK R&B)                      | 18             |
| Estados Unidos (Billboard Hot 100)            | 53             |
| Estados Unidos (Billboard R&B/Hip-Hop Songs)  | 13             |
| Estados Unidos (Billboard Rhythmic)           | 10             |

| Tabela musical (2013)                            | Posição |
| ------------------------------------------------ | ------- |
| Estados Unidos Hot R&B/Hip-Hop Songs (Billboard) | 47      |

## Certificações
| País (Empresa)            | Certificação | Vendas    |
| ------------------------- | ------------ | --------- |
| Canadá (Music Canada)     | Ouro         | 500.000   |
| Noruega (IFPI da Noruega) | Ouro         | 500.000   |
| Estados Unidos (RIAA)     | 3× Platina   | 3.000.000 |

## Histórico de lançamento
| País           | Data                   | Formato               | Gravadora |
| -------------- | ---------------------- | --------------------- | --------- |
| Estados Unidos | 25 de setembro de 2012 | Rhythmic contemporary | Republic  |
| Canadá         | 22 de outubro de 2012  | Download digital      | Republic  |
| Estados Unidos | 22 de outubro de 2012  | Download digital      | Republic  |
| Reino Unido    | 1 de novembro de 2012  | Download digital      | Universal |